# Imperia Online (empresa)
Imperia Online S.A.U. es una empresa desarrolladora y distribuidora de videojuegos búlgara, fundada por Moni Dochev y Dobroslav Dimitrov. Basada en Sofia, inicialmente la empresa se centró principalmente en videojuegos de navegador con su título principal– el juego homónimo Imperia Online, pero más tarde comenzó a desarrollar juegos para móviles. 
El 21 de septiembre de 2018, Imperia Online se convirtió en parte de Stillfront Group – un grupo de creadores, editores y distribuidores independientes de juegos. Stillfront opera mediante nueve filiales casi autónomas: Imperia Online en Bulgaria, Bytro Labs, OFM Studios, Goodgame Studios y Playa Games en Alemania, Coldwood Interactive en Suecia, Power Challenge en Gran Bretaña y Suecia, Dorado Online Games en Malta, Simutronics en EE. UU., Babil Games en EAU y Jordania, eRepublik en Irlanda y Rumanía. Los juegos de Stillfront se distribuyen por todo el mundo. Los mercados principales son Alemania, EE. UU., Francia, Gran Bretaña, el Oriente Medio y el norte de África.
En 2019, la empresa tiene publicados más de 25 títulos y varios más en fase de desarrollo. Actualmente "Imperia Online" S.A.U. está desarrollando juegos para navegadores web, iOS, Android, Windows Phone, Steam y redes sociales como Facebook, „Одноклассники“ y Vkontakte.

## Historia
"Imperia Online" S.A.U. fue oficialmente fundada en septiembre de 2009, pero la idea de ella nació en 2005, junto con su producto principal - el MMORTS Imperia Online. El estudio detallado, el desarrollo de la mecánica y la programación se realizaron por los fundadores del juego - Dobroslav Dimitrov, diseñador de la jugabilidad, y Moni Dochev, en aquel momento programador freelance.
En enero de 2005, la idea se convirtió en una concepción y el 23 de agosto se lanzó oficialmente Era 1 de Mundo 1 de Imperia Online, comenzando la historia.
En 2006, fueron lanzados mundos para las dos nuevas actualizaciones de Imperial Online. El juego fue traducido a 12 idiomas, gracias a traductores independientes y a traductores que fueron designados por la empresa. En el mismo año, se organizó el primer torneo de Imperia Online: "Invasiones Nómadas". 
En 2007, Imperia Online S.A.U. lanzó "Galactic Imperia", un nuevo juego de navegador con contexto militar moderno. 
En marzo de 2008, después de desarrollar el concepto y construir la mecánica durante un año entero, se lanzó el juego "Global Wars". 
En 2009, Imperia Online S.A.U. lanzó su primer juego de rol: Imperial Hero. Ese mismo año, también se lanzó el juego "Ludo" para iOS y Facebook - un clásico juego de mesa por turnos ya se podía jugar con miles de jugadores reales en línea. 
En el año siguiente - 2010, "Imperia Online" S.A.U. lanzó "Online Artillery": disparo con cañones por turnos. 
En 2011, por primera vez se celebró el Campeonato Mundial de Imperia Online, ganado por el equipo de Bulgaria.
En 2012, se celebró el segundo Campeonato Mundial de Imperia Online, otra vez ganado por los búlgaros. Este año, Imperia Online estuvo entre los expositores en On!Fest. 
En 2013, se celebró el tercer Campeonato Mundial de Imperial Online, ganado esta vez por el equipo de Croacia. En aquel momento, la empresa tuvo más de 100 empleados y se abrió la primera escuela de desarrolladores de juegos (llamada Campo Imperial de Entrenamiento). Durante el año, el producto principal de la empresa - Imperia Online, continuó creciendo y recibió versiones para iOS y la mayor red social rusa, Одноклассники. El juego también se puso a disposición de los usuarios de Android. Más tarde, se lanzó la última versión de Imperia Online, la versión 6, llamada "Los Nobles", con un nuevo diseño gráfico y jugabilidad enriquecida. Imperia Online S.A.U. fue uno de los expositores en Gamescom, Dubai World Game Expo y On!Fest. En el mismo año, la compañía patrocinó Sofia Game Jam, Intergame Tallinn y #archHackaton, así como el equipo búlgaro de Boogie Woogie para el Campeonato Mundial en Moscú, Rusia. 
En 2014, "Imperia Online: Los Nobles" se lanzó para Android, Windows Phone y Facebook; Microsoft eligió Imperia Online en la sección de juegos favoritos en Windows Store. En la segunda mitad del año, Imperia Online S.A.U. lanzó unos cuantos juegos móviles, entre los que "Mad Moles" y "Online Artillery 2", ambos para iOS y Facebook. Más tarde ese año, Mad Moles se puso a disposición de los usuarios de dispositivos Android. En octubre, "Rocket Chameleon" se lanzó para iOS, y más tarde para Android. En noviembre, Imperia Online S.A.U. lanzó "Egg Tales" para iOS. Entretanto, desde mediados de octubre hasta finales de noviembre, se celebró el cuarto Campeonato Mundial de Imperia Online, donde el equipo de Brasil obtuvo una victoria contundente. Durante el año, la empresa patrocinó la expedición con kayak "Black Sea Solo", HackFMI, así como fue uno de los patrocinadores de Launchub. Imperia Online S.A.U. fue entre los expositores de Gamescom en Colonia y de Intergame en Tallin, donde Dobroslav Dimitrov dio una conferencia bajo el título "Ganar la guerra de talentos en la ingeniería del software". La empresa se convirtió en miembro de BAIT (Asociación Búlgara de Tecnologías de Información) y "BASCOM" (Asociación Búlgara de Empresas de Software).
En 2015, Imperia Online S.A.U. lanzó varios títulos, entre ellos el juego de rol "Imperial Hero II" - una nueva versión de Imperial Hero, publicada para Android, Facebook y web. Además, Imperia Online fue publicado por Game Troopers para Windows Phone y entró entre los favoritos títulos móviles de Xbox. En enero, la empresa lanzó la estrategia medieval por turnos "Seasons of War“ para Android, y más tarde para iOS. Ese mismo mes, "Jolly Join“ y "Golem Wars“ fueron publicados para iOS. En febrero de 2015, "Robo Risk“ y "Cluster Six“ fueron publicados para iOS, y "Egg Tales“ para Android. En junio, Imperia Online lanzó "Ishi“ para Android. Dos meses más tarde, Imperia Online S.A.U. estuvo entre los expositores en Gamescom. En octubre, la empresa publicó "FlapOTron 3D Touch“ para iOS y "Ludo Blitz“ para iOS, Android y Facebook. El juego fue una versión mejorada de Ludo de 2009. Ese mismo mes, Imperia Online S.A.U. visitó Game Connection en París, donde el director de operaciones, Cvetan Rusimov, fue entre los ponentes del evento. El mes próximo, "Online Artillery 2“ fue lanzado para Android, tal como en la versión 3D Touch especial para iPhone 6s. En diciembre de 2015, "Ishi GO“ fue publicado para iOS. Al final del año, Imperia Online S.A.U. celebró un acuerdo de colaboración con "VKontakte“ y el juego Imperia Online, para Android y iOS, fue integrado a la sección de juegos de la plataforma.
El año 2016 empezó con participación en Casual Connect Amsterdam, en este evento Online Artillery 2 recibió la nominación Indie. En abril, el juego Imperia Online fue lanzado en Steam. Durante ese mismo mes, Dobroslav Dimitrov, cofundador de Imperia Online S.A.U., tomó parte de Webit 2016 en un panel de discusión llamado “Presentación de Endeavor y las lecciones aprendidas de realización en lo global, lo local y a falta de financiación”. En mayo, Imperia Online S.A.U. lanzó el juego Viber Emperors para Android y iOS . El juego fue traducido a 30 idiomas. proporcionando módulos como “Invita a un amigo de Viber” y teniendo un propio paquete de pegatinas. Ese mismo mes, Moni Dochev, el otro cofundador de la empresa, fue miembro del jurado de E-volution Awards de Forbes, y el juego Ludo Blitz fue lanzado en Windows Store. En el verano de 2016, Cvetan Rusimov, el director de operaciones de Imperia Online S.A.U., participó como lector en las conferencias Pocket Gamer Connects que tuvo lugar en Vancouver y Helsinki, en Mobile Game Asia 2016 y en Israel Mobile Summit 2016. Representantes de la empresa visitaron Electronic Entertainment Expo en Los Ángeles, EE. UU. En noviembre, Cvetan Rusimov fue lector por segundo año consecutivo en Game Connection en París. Entre finales de octubre y mediados de diciembre de 2016, se celebró la quinta edición del Campeonato Mundial de Imperia Online con ganador el equipo de Polonia. 
Al inicio de 2017,  Cvetan Rusimov participó en International Mobile Gaming Awards (IMGA) en China, siendo miembro del jurado. Inmediatamente después, él visitó Mobile Games Forum en el Reino Unido como ponente en la conferencia. El mes próximo, el director de operaciones participó en el cuarto Programa Internacional de Inversión de GameFounders en Kuala Lumpur, Malasia, como uno de los tres mentores del programa. Además, en febrero, Imperia Online se convirtió en el primer juego de navegador que integró ClanPlay – una aplicación de finalidad social para mejor comunicación entre los jugadores. Al mismo tiempo “Imperia Online” S.A.U. visitó Casual Connect en Berlín, Alemania. En marzo, la empresa creó una asociación con Play 3arabi – editor de juegos centrado en la región MENA (Oriente Próximo y el norte de África). El resultado de la cooperación entre las dos compañías fue el juego Kingdoms Online - una adaptada versión móvil de Imperia Online para los jugadores de habla árabe en la región. Ese mismo mes, Cvetan Rusimov fue entre los ponentes de Global Mobile Game Confederation (GMGC) en Pekín. Más tarde, él participó en Digital Games Conference (DGC) en Dubái, donde dio una conferencia más. A finales de marzo, en asociación con Huawei Company, Imperia Onlina S.A.U. publicó su juego Imperia Online en HiGame – la plataforma móvil de Huawei para Android. 
En abril, Cvetan Rusimov fue ponente en Reboot Develop 2017, así como en Game Access en la República Checa. Además, el director de operaciones participó en Casual Connect Asia. Al mismo tiempo, la empresa entró en Top 25 de las empresas con mayores ingresos en la industria de las TI búlgara, según un estudio preparado por la revista Capital. Mariela Tzvetanova, directora de marketing de Imperia Online S.A.U., fue uno de los oradores principales en Israel Mobile Summit, donde presentó „Beauty and the Beast of Brand Diversification“. A finales de junio de 2017, Cvetan Rusimov fue ponente otra vez en Pocket Gamer Connects en San Francisco, donde presentó „Why US Games Can’t Copy Their Own Success in China – And How To Fix This“. Entretanto, Mariela Tzvetanova participó en Game Development Summit (GDS), donde presentó „Beauty and the Beast of Brand Diversification“. Game of Emperors, el juego medieval con visión animada, fue lanzado en Steam. En agosto, el director de operaciones participó en Game Scope y Devcom como ponente. A principios de septiembre, Cvetan Rusimov formó parte de la lista de ponentes en Dev.Play Conference. Al mismo tiempo, la directora de marketing Mariela Tzvetanova fue ponente en Pocket Game Connects en Helsinki, donde presentó “Тор 10 Tips – How To Work With MENA Influencers". En octubre, como socio premium de Huawei Mobile, la empresa fue invitada a la apretura oficial de HiApp Europe en Berlín. Después, Cvetan Rusimov y Mariela Tzvetanova fueron ponentes de Game Connection en París. Al final del año, Cvetan Rusimov fue miembro del jurado de IMGA China por segundo año consecutivo. Game of Emperors fue lanzado en Windows. 
En enero de 2018, Cvetan Rusimov fue miembro del jurado de Indie Prize, a la edición americana de Casual Connect. Ese mismo mes, Mariela Tzvetanova participó como ponente en Pocket Gamer Connects en Londres con el tema “Social Media Manager vs. Community Manager: What’s the Difference?”. 
En febrero de 2018, el director ejecutivo Dobroslav Dimitrov y el director de operaciones Cvetan Rusimov visitaron Mobile Games Forum en Londres. En mayo, los dos presentaron la empresa en GDC y Game Connection en San Francisco. Un mes más tarde, la directora de marketing Mariela Tzvetanova y la senior gerente de marketing y desarrollo de negocios, Anya Shopova, fueron parte de la conferencia SheLeader, celebrada en Sofia. Al final del mes, Digital Games Conference fue visitada por el director de operaciones Cvetan Rusimov. En mayo de 2018, él fue ponente durante la conferencia Nordic Games. Poco después, junto con el equipo de marketing y desarrollo de negocios, visitó Casual Connect en Londres, donde Game of Emperors fue nominado a Indie Prize Award. Mientras tanto, el juego Imperia Online ya estuvo disponible en Samsung Galaxy App Store y MI App Store India. 
En junio de 2018, el director ejecutivo Dobroslav Dimitrov acabó de ser elegido Presidente de BASSCOM. En agosto, la empresa fue presentada en Gamescom por los directores y el equipo de marketing y desarrollo de negocios. Entretanto, la empresa lanzó su nuevo programa editorial de juegos. 
A finales de septiembre, el director ejecutivo Dobroslav Dimitrov fue ponente en Game Dev Summit, celebrado en Sofia. Al mismo tiempo, el director de operaciones Cvetan Rusimov fue ponente en Mobile Growth Summit. En octubre, la división de marketing y desarrollo de negocios presentó la empresa en Casual Connect en Serbia, donde Kingdoms Online fue nominado a Indie Prize, y el director de operaciones fue ponente. Ese mismo mes, Imperia Online S.A.U. participó en Sofia Games Night, justo antes de la conferencia Dev.Play, donde Cvetan Rusimov fue ponente. Una semana más tarde, el director de operaciones visitó la conferencia White Nights en Moscú. Después fue ponente de Game Connection en París, donde junto con el gerente de marketing y desarrollo de negocios, Mario Vasilev, presentaron la empresa compartiendo puesto con Telus International. 
A finales de 2018, el director de operaciones Cvetan Rusimov presentó la empresa como socio premium durante Huawei Eco-Connect en Roma, Italia. Entre finales de octubre y mediados de diciembre, se celebró el octavo Campeonato Mundial de Imperia Online, ganado por el equipo de EE. UU. Justo antes del final del año, Imperia Online ya estuvo disponible en KakaoTalk y Onestore para Corea. 
En enero de 2019, el director de operaciones Cvetan Rusimov y el gerente de marketing y desarrollo de negocios, Mario Vasilev, visitaron PGC en Londres. Durante la conferencia Mario Vasilev tomó parte en un panel de discusión, cuyo tema fue “Managing Your Community Across Platforms”.
En abril de 2019, Cvetan Rusimov tomó parte en Quo Vadis en Berlín. Este mismo mes, Mario Vasilev fue uno de los oradores de GDD en Tallin.
Imperia Online asistió a Webit.Festival Europe 2019, celebrado desde el 13 hasta el 15 de mayo en NDK, Sofia. Imperia Online S.A.U. también fue entre los expositores de Nordic Game Expo 2019 en Malmö.
Los jefes del estudio, junto con el equipo de marketing y desarrollo de negocios, visitaron Gamescom. También en Alemania, el 12 de septiembre de 2019 Cvetan Rusimov dio una clase maestra de M&A en Baltic Dev Days.
El Campeonato Mundial de Imperia Online 2019 comenzó el 25 de septiembre. Al inicio de diciembre Rumanía fue declarado ganador.
Imperia Online asistió a Pocket Gamer Connects, que se celebró en Helsinki entre el 1 y el 2 de octubre de 2019, donde Mario Vasilev fue entre los oradores. Mariela Tzvetanova, CMO, habló del tema “10 consejos cómo trabajar con personas influyentes de MENA” durante Game Connection 2019 en París. El 21 de noviembre Cvetan Rusimov dio una clase maestra de M&A en DevGAMM Minsk 2019.
A principios de 2020, Imperia Online asiste a  PGC: London, donde Mario Vasilev habla sobre Influencer Marketing. Después participa en el evento en línea: The Gaming San Francisco Online Event, donde Mariela Tzvetanova, CBDO de la empresa, toma parte en una discusión. 
En abril de 2020, Mariela participa en PGC Digital # 1 como lector, donde comparte algunos consejos sobre la distribución de juegos gratuitos, y Mario participa en una discusión sobre las opciones de monetización de ingresos en los juegos.
El cofundador y director técnico, Moni Dochev, participa en una sesión en vivo en Facebook con el famoso vlogger búlgaro Kitodar, donde debaten sobre la industria de los videojuegos y el camino al éxito de Imperia Online. Durante la sesión Moni presenta el nuevo título en la cartera de Imperia Online - Siege: World War II.
Otros eventos en que asiste la empresa durante el tercer trimestre de 2020 son: Ludicious X, Summer Nights Summer Conference 2020, Gamescom 2020.
El especialista de marketing y desarrollo de negocios, Vasil Gospodinov, es lector en CGC, donde comparte las mejores prácticas para generación de ingresos en juegos. En el último para el mes evento, la empresa se representa por la senior gerente de marketing y desarrollo de negocios, Anya Stoyanova, que en Play2Grow Convention aborda el tema de Influencer Marketing en Europa del Este.
En octubre de 2020, en GDBAY y DevGAMM, el especialista de marketing y desarrollo de negocios, Aleksandar Ivanov, da una conferencia sobre Live Operations y su implementación en los juegos. En el mes próximo, durante Dev.Play, la CBDO Mariela entabla un debate sobre Fusiones y Adquisiciones, dando detalles y consejos sobre el negocio de la empresa con Stillfront. Ella también da una entrevista en Pocket Gamer.biz sobre la nueva orientación de Imperia Online, relacionada con adquisición de juegos.
2020 termina con su participación en PGC y la conferencia de Anya Stoyanova, llamada “10 Must-Know Company Rules by the Imperial Guardian ”.

## Cifras
- A partir de enero de 2019, Imperia Online S.A.U. tiene más de 40 millones de usuarios registrados en su producto principal – Imperia Online.
- La empresa y sus juegos tienen cerca de 550 000 fanes en sus páginas de Facebook.
- Los ingresos anuales de Imperia Online S.A.U. para el año 2017 se estiman en 5,3 millones de euros.
- Los ingresos para el período 2012-2017 son de 33,2 millones de euros.

- La empresa dispone de una oficina de 1 200 metros cuadrados en uno de los edificios de oficinas más lujosos de Bulgaria, la Infinity Tower.[26]
- A partir de enero de 2019, Imperia Online S.A.U. tiene más de 70 empleados.
- La empresa y sus productos son conocidos en más de 194 países.

## Juegos
| Título             | Año  | Plataformas                                             | Género                    | Descripción |
| ------------------ | ---- | ------------------------------------------------------- | ------------------------- | --- |
| Imperia Online     | 2005 | Navegador, Steam, iOS, Android, Windows Phone           | MMORTS                    | Juego de estrategia medieval en que el jugador desarrolla su propio imperio a través de construcciones, investigaciones y batallas.                                                                              |
| Galactic Imperia   | 2007 | Navegador                                               | MMORTS                    | El jugador se hace cargo de un planeta lleno de recursos que debe utilizar para la construcción de una armada de naves espaciales y para la destrucción de enemigos.                                             |
| Global Wars        | 2008 | Navegador                                               | MMORTS                    | Un universo paralelo simulado en el que existen los modernos sistemas económicos, políticos y militares, así como tecnologías que se utilizan para el desarrollo de un país propio y para la conquista de otros. |
| Imperial Hero      | 2009 | Navegador, Android                                      | MMORPG                    | Un juego multiplataforma que lleva a los jugadores en las tierras del Imperio Ayarr donde los héroes pueden conseguir la gloria, la inmortalidad y convertirse en leyendas.                                      |
| Ludo               | 2009 | iOS, Navegador                                          | Juego de mesa por turnos  | Juego por turnos para 2-4 personas, uno de los más populares juegos familiares del mundo. |
| Online Artillery   | 2010 | iOS                                                     | Cannon shooter por turnos | Un remake del clásico juego Artillery de 8 bits. |
| Mad Moles          | 2014 | iOS, Android, Navegador                                 | Arcade                    | Basado en el clásico concepto whack-a-mole con un giro inesperado. |
| Online Artillery 2 | 2014 | iOS, Android, Navegador                                 | Cannon shooter por turnos | Una versión mejorada de Online Artillery de 2010. |
| Rocket Chameleon   | 2014 | iOS, Android                                            | Arcade                    | Una mezcla divertida de ajuste de colores y correr sin parar. |
| Egg Tales          | 2014 | iOS, Android                                            | Arcade, Jumper            | Juego arcade que sigue las aventuras de un huevo arrancado de la protección de su nido, que se encuentra en una cueva terrible.                                                                                  |
| Ishi               | 2015 | Android                                                 | Arcade                    | Juego arcade en el que el jugador se hace cargo de una criatura llamada Ishi que intenta atravesar unas cuevas profundas y oscuras, recogiendo piedras preciosas y venciendo a oponentes desagradables.          |
| Seasons of War     | 2015 | iOS, Android                                            | TBS                       | Juego de estrategia por turnos que permite al jugador ser gobernante de un pueblo lejano y expandir sus territorios.                                                                                             |
| Ludo Blitz         | 2015 | iOS, Android, Facebook, Windows Store, Navegador        | Juego de mesa por turnos  | Versión mejorada del juego familiar Ludo de 2009. |
| Golem Wars         | 2015 | iOS                                                     | TBS                       | Juego de estrategia por turnos que permite al jugador convertirse en líder de un ejército de golems. |
| Jolly Join         | 2015 | iOS                                                     | Juego de rompecabezas     | Un fascinante rompecabezas de combinación de colores. |
| Cluster Six        | 2015 | iOS, Apple TV                                           | Juego tipo Side-scroller  | Juego tipo „side-scroller“ que lleva al jugador en el futuro. |
| Robo Risk          | 2015 | iOS                                                     | Simulador de escalada     | Simulador Sci-Fi de escalada con generación automática de niveles y jugabilidad infinita. |
| YoHoHo             | 2015 | iOS                                                     | Arcade                    | El jugador debe mantener al capitán Flyn a flote en el agua mientras él navega por el mar. |
| FlapOTron          | 2015 | iOS                                                     | Arcade                    | El jugador debe evitar las torres usando 3D Touch para controlar un electrón. |
| Ishi Go            | 2015 | iOS                                                     | Arcade                    | Un juego adictivo en el que el jugador debe evitar rocas usando 3D Touch. |
| Imperial Hero II   | 2015 | Navegador, Android, Facebook                            | MMORPG                    | Versión mejorada de Imperial Hero de 2009. |
| Game of Emperors   | 2016 | Navegador, Steam, Android, iOS, Facebook, Windows Store | MMORPG                    | El jugador desarrolla una ciudad propia construyendo edificios económicos y militares, investigando en la Universidad y aumentando el ejército con que batalla.                                                  |
| MedCorps           | 2016 | iOS                                                     | Estrategia, Simulación    | El jugador debe controlar un grupo de especialistas, luchar contra enfermedades para ampliar su organización y, finalmente, salvar el mundo.                                                                     |
| Kingdoms Online    | 2017 | iOS, Android                                            | MMORTS                    | Versión móvil adaptada de Imperia Online para los jugadores de habla árabe de la región MENA. |

## Formación y educación
En 2013 Imperia Online S.A.U. fundó la primera de su tipo en Bulgaria escuela para desarrolladores de juegos con acceso gratuito. Originalmente fue nombrado “Campo Imperial de Entrenamiento” y en su primera temporada se prepararon 40 entusiastas para el ámbito profesional de PHP / MySQL y Java / Android. 20 de esos graduados fueron contratados por la empresa, y el resto fueron recomendados a otras empresas de software. 
La segunda temporada del campo de entrenamiento atrajo aún mayor interés y esta vez la cuota se incrementó a 80 personas, divididas en 4 grupo de 20. 62 graduados, 30 fueron contratados por Imperia Online S.A.U. 
Para la tercera temporada Imperia Online S.A.U. fue acompañada por otra compañía búlgara- Trader.bg – y la escuela fue renombrada como "IT Talentos Campo de Entrenamiento". Hasta entonces los cursos fueron PHP / MySQL, Java / Android, JavaScript, Objective C / iOS y Java SE / Java EE. En enero de 2015, la tercera temporada terminó y una gran parte de los 115 participantes consiguieron ser contratados.
Cada año 180 participantes se gradúan con éxito en la academia. Actualmente "IT Talentos Campo de Entrenamiento" está en asociación con más de 80 compañías de la industria de TI, proporcionándoles profesionales de TI capacitados. La iniciativa registra por temporada más de 2000 personas que desean participar, como 200 de lo más motivados tienen la oportunidad de tomar parte en los cursos intensivos de 5 meses. "IT Talentos Campo de Entrenamiento" es una organización no gubernamental de 2016 y le ha sido concedido Google Ad Grants, lo que le permite hacer campañas AdWords gratuitas. De noviembre de 2017 el municipio de Burgas organiza cursos de 5 meses con el apoyo de IT Talentos. La formación es totalmente gratuita y las solicitudes se presentan a través de un corto formulario de inscripción. 

## Externalización
En mayo de 2015, Imperia Online S.A.U. fundó una empresa privada para la externalización de TI, Imperia Mobile Ltd. Hasta el final del año, la nueva unidad dirigida por Radoslav Gaydarski ya ha lanzado con éxito más de 10 proyectos importantes. La empresa de externalización ofreció una gama completa de servicios para la ejecución de un proyecto técnico y superar cualquier desafío, confiando en la capacidad total de los más de 165 desarrolladores profesionales, diseñadores, artistas, profesionales del marketing y especialistas en el desarrollo de negocios. En enero de 2017 Imperia Mobile Ltd. dio inicio a un proceso de renovación de la marca, concluido con éxito en abril de ese mismo año cuando la empresa pasó a denominarse Upnetix. La empresa tuvo más de 50 proyectos realizados y competencias dentro de más de 10 industrias. En septiembre de 2018, la empresa entró a formar parte de Scalefocus.

## Premios y nominaciones
Imperia Online S.A.U. ganó en la categoría “Responsabilidad social corporativa” en los premios BAIT y fue nominada por “Educación”.
La empresa fue proclamada “Una estrella en ascenso” en la clasificación de Deloitte de las empresas de TI de más rápido crecimiento de Europa de 2014, con un crecimiento del 498%.
“Imperia Online” fue nominado en tres categorías en Game Connection Awards 2014:
- 'Promising IP'
- 'Desktop Downloadable'
- 'Hardcore Game'

“Imperia Online” fue nominado para “Desarrollador de 2014” en The Appsters. En 2015 Deloitte concedió a Imperia Online S.A.U. un premio para ser la 14.ª empresa de TI de más rápido crecimiento en Europa central, con un crecimiento de ingresos del 592% para el período ente 2011 y 2014.
Durante ese mismo año, Imperia Online S.A.U. fue nominada en tres categorías de Forbes Business Awards 2015: 
- Empleado del año
- Desarrollo de negocios
- Desarrollo de recursos humanos

El empleado de Imperia Online S.A.U., Ilian Iliev, obtuvo el segundo lugar en la categoría “Empleado del Año” de la revista Forbes Bulgaria.
En 2016 los dos álbumes de música de Imperia Online fueron presentados en “Nuevos lanzamientos” de la categoría Banda sonora (más vendidos productos nuevos). La música del compositor Hristo Hristov subió al Top 10 en Amazon.de, Alemania.
En junio de 2016, en Bulgarian Game Awards Imperia Online S.A.U. fue nominada a “Mejor Lugar de Trabajo” y a “Desarrollador del Año”, mientras dos de los juegos de la empresa fueron nominados en las siguientes categorías:
- Imperial Hero II – “Mejor estilo visual”, “Mejor mundo”, “Mejor juego móvil”
- Seasons of War – “Juego del Año”

En septiembre de 2016, dos de los juegos de Imperia Online S.A.U. fueron nominados en TIGA Games Industry Awards 2016 en las siguientes categorías:
- Imperial Hero II – “Mejor estrategia”, “Mejor juego de rol”
- Imperia Online - "Juego del Año"

En enero de 2017, Imperia Online S.A.U. fue nominada a Campeón Nacional en la categoría “Enfoque al Cliente” en Europеan Business Awards.
Durante ese mismo mes, Imperia Online S.A.U. fue nominada en Forbes Business Awards, en la categoría “Política de relación con el cliente”.
La empresa fue nominada por la Asociación Búlgara de Tecnologías de la Información en las siguientes categorías:
- "Responsabilidad social corporativa"
- "Software de entretenimiento"

A finales de enero, uno de los juegos de la empresa - Seasons of War, fue nominado para el premio “Indie” en Casual Connect en Berlín.
En febrero, el juego Viber Emperors fue nominado en la 13ma edición de International Mobile Game Awards.
En abril, con su juego Kingdoms Online, la empresa fue nominada en E-volution Awards de Forbes Bulgaria en la categoría “Going Abroad” - desarrollo exitoso de negocios internacionales.
Durante ese mismo mes, Viber Emperors ganó el premio en la categoría “Mejor aplicación de juego” en Webit Awards 2017 que tuvo lugar en Sofia.
El director ejecutivo y cofundador de Imperia Online S.A.U., Dobroslav Dimitrov, fue finalista de la décima edición del concurso “Gerente del Año”, organizado por la revista Manager.
En septiembre de 2017, el título principal de la empresa – Imperia Online, fue nominado en la categoría “Juego de estrategia” de TIGA Awards.
Un mes más tarde, Imperia Online S.A.U. fue nominada en la categoría “Asociaciones” de The Global Entrepreneurship Monitor (GEM) por su colaboración con Game Troopers de las plataformas Windows.
En diciembre, Imperia Online S.A.U. fue finalista del concurso nacional “Empresa Innovadora del Año”.
A finales de 2017, Imperia Online S.A.U. ganó tres premios de Forbes Business Awards en las siguientes categorías:
- "Desarrollo de negocios",
- "Política al cliente",
- "Recursos humanos".

En los premios de BAIT de 2017, Imperia Online S.A.U. ganó en la categoría “Mejor producto búlgaro de TIC” para el juego Kingdoms Online – totalmente localizado para el mercado árabe.
En enero de 2018, Imperia Online S.A.U. fue finalista de “Europеan Business Awards” en la lista “One to Watch” para Bulgaria, categoría “Desarrollo Internacional”.
En marzo de 2018, Game of Emperors fue nominado a Indie Prize durante Casual Connect en Londres. Inmediatamente después, fue declarado vencedor en Applovin workshop que tuvo lugar en San Francisco.
En octubre de 2018, Kingdoms Online fue entre los títulos nominados para Indie Prize durante Casual Connect en Belgrado. 
Game of Emperors fue nominado para mejor estrategia en TIGA 2018.
Imperia Online S.A.U. fue premiada por la Escuela de Tecnología de Sistemas Electrónicos de la Universidad Técnica de Sofia, por dedicación y contribución al desarrollo de la escuela. 
En noviembre de ese mismo año, Imperia Online S.A.U. fue nominada y distinguida con la marca “Excelencia en la innovación” durante el concurso nacional “Empresa Innovadora del Año” para el juego de rol Imperial Hero II.